# Rustam Akramov
Rustam Akramov, uzb. cyr. Рустам Акрамов, ros. Рустам Акрамович Акрамов, Rustam Akramowicz Akramow (ur. 11 lipca 1948 w Yangibozorze, w obwodzie taszkenckim, Uzbecka SRR, zm. 15 lutego 2022) – uzbecki piłkarz, grający na pozycji pomocnika, trener piłkarski.

## Kariera piłkarska
W 1967 rozpoczął karierę piłkarską w miejscowej drużynie Politotdieł Yangibozor. Potem został powołany do służby wojskowej, podczas której występował w SKA Taszkent. Po zwolnieniu z wojska został zaproszony do Paxtakoru Taszkent, w którym zakończył karierę piłkarza w roku 1973.

## Kariera trenerska
Po zakończeniu kariery piłkarza rozpoczął pracę szkoleniowca. Najpierw od 1974 do 1976 pomagał trenować CSKA Moskwa. W latach 1978–1987 kierował wydziałem Państwowego Uniwersytetu Kultury Fizycznej w Uzbekistanie. W 1987 wyjechał do Algierii, gdzie najpierw wykładał na wydziale piłki nożnej Narodowego Uniwersytetu Algierii, od 1990 do 1991 prowadził USM Algier, a w 1992 pracował w sztabie szkoleniowym reprezentacji Algierii. W czerwcu 1992 został zaproszony na stanowisko selekcjonera narodowej reprezentacji Uzbekistanu, którą kierował z dwumiesięczną przerwą do października 1994. Również w 1994 stał na czele Paxtakoru Taszkent. W 1995 został mianowany na stanowisko głównego trenera reprezentacji Indii, którą prowadził do 1997. W 1998 pracował jako dyrektor techniczny AFC.

## Sukcesy i odznaczenia

### Sukcesy trenerskie
Reprezentacja Uzbekistanu
- wicemistrz Pucharu Azji Środkowej: 1992
- zdobywca Pucharu Niepodległości Uzbekistanu: 1994
- mistrz Igrzysk azjatyckich: 1994

Reprezentacja Indii
- mistrz Igrzysk południowoazjatyckich: 1995
- zdobywca Pucharu SAFF: 1997
- finalista Pucharu SAFF: 1995

### Odznaczenia
- tytuł Zasłużonego Trenera Uzbekistanu: 1994
- medal Shuhrat
- nagrodzony Złotą Gwiazdą AFC: 2010